# Baum des Lebens (Bibel)

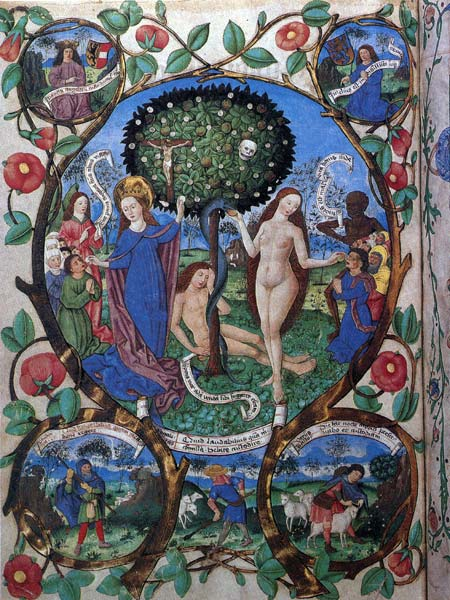
Berthold Furtmeyr, „Baum des Todes und des Lebens“, Salzburger Missale (15. Jh.)

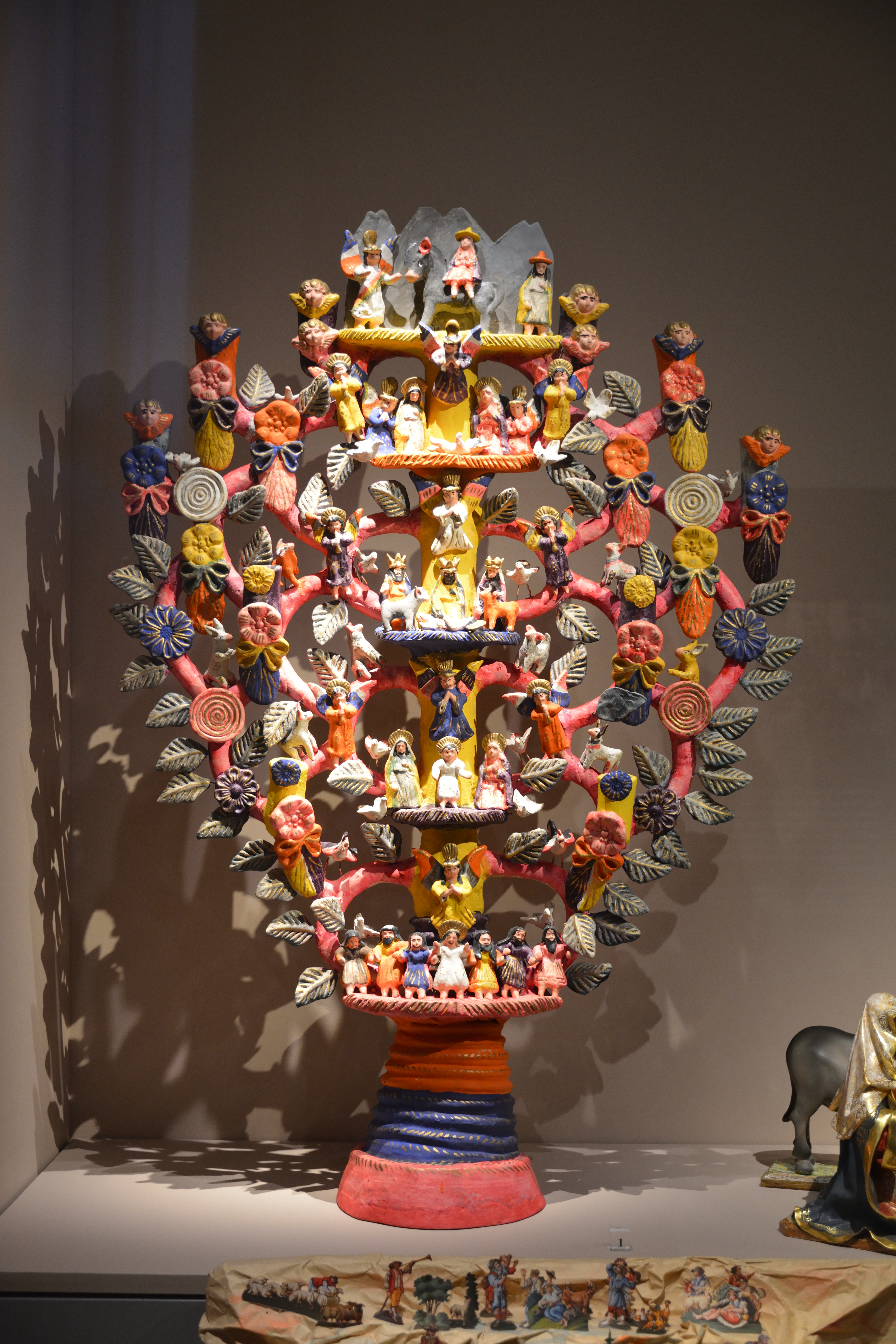
Lebensbaum aus Mexiko (um 1980) im Museum Europäischer Kulturen in Berlin

Der Baum des Lebens (hebräisch עץ החיים ez haChajim, altgriechisch τὸ ξύλον τῆς ζωῆς to xylon tes zoes, lateinisch lignum vitae) steht im ersten Buch der Bibel, dem Buch Genesis, in engem Zusammenhang mit dem Baum der Erkenntnis von Gut und Böse. Er greift mythologische Bilder und Symbole aus früheren orientalischen Religionstraditionen auf, die einen Baum des Lebens (oft auch Weltenbaum genannt) kennen.

## Tanach / Altes Testament
Nach Gen 2,9  der Tora bzw. des Alten Testaments ließ Gott den Baum des Lebens (hebräisch עץ החיים êṣ haChajim) und den Baum der Erkenntnis von Gut und Böse (hebräisch עֵץ הַדַּעַת טוֹב וָרָע êṣ had-daʿaṯ ṭōḇ wā-rāʿin) der Mitte des Gartens in Eden wachsen. Er verbot den Menschen aber, von den Früchten des Baums der Erkenntnis zu essen, da dies den Verlust des Lebens (2,17 ) bzw. ewigen Lebens (3,22 ) zur Folge hätte.
In Gen 3,3  stellt es Eva gegenüber der Schlange (hebräisch נָחָשׁ nāḥāš) so dar, dass man vom Baum „in der Mitte des Gartens“ nicht essen dürfe. Die Schlange (Nāḥāš) erläutert das Verbot Gottes dahin, dass sie deswegen nicht sterben würden (Gen 3,4 ), sondern dann wie Gott „Gut und Böse“ erkennen könnten. Im Buch Genesis (Bereschit) symbolisiert die Schlange nicht das Böse, sondern wird eher mit einer „listigen Weisheit“ konnotiert.
Als Adam und Eva – von der Schlange verführt – das göttliche Gebot übertreten und von den verbotenen Früchten gegessen hatten, vertrieb Gott den Menschen „aus dem Garten von Eden“ (3,23 ), damit er „jetzt nicht die Hand ausstreckt, auch vom Baum des Lebens nimmt und ewig lebt“ (3,22 ). Dies hätte ein ewiges Leben bedeutet. Als Wächter stellte Gott „die Kerubim auf und das lodernde Flammenschwert, damit sie den Weg zum Baum des Lebens bewachten“ (3,24 ). Der Genuss auch noch der Früchte des Baums des Lebens war somit für Adam und Eva (hebräisch אָדָם ādām und חַוָּה ḥawwāh) unmöglich. Damit „bewahrte“ oder „verweigerte“ ihnen der Allmächtige, in der biblischen Erzählung, vor einem „Sein wie Gott“.
Auf das Bild des Baums des Lebens bezieht sich außerdem das Buch der Sprüche, Mischle (hebräisch מִשְלֵי שְׁלֹמֹה mišlej (šəlomoh)) an vier Stellen, um einen äußerst wohltuenden Zustand zu beschreiben: Weisheit, Gerechtigkeit, erfüllte Hoffnung und eine „linde“ Zunge (nach rev. Lutherübersetzung): Spr 3,(13–)18; Spr 11,30; Spr 13,12; Spr 15,4 .

## Neues Testament
Im letzten Buch des Neuen Testaments und der christlichen Bibel, der Offenbarung des Johannes, wird das Bild vom Lebensbaum (Offb 2,7 ; 22,2.14.19 ) wie auch von der Paradiesesschlange (Offb 12,9 ) wieder aufgegriffen: diese wird mit dem Teufel oder dem Drachen identifiziert, „der die ganze Welt verführt“.
Nach dem Verständnis des Neuen Testaments und der Interpretation durch die christliche Theologie hat Gott in Jesus Christus, in dessen Kreuzestod und dessen Auferstehung seinen ewigen Heilsplan erfüllt und den Weg der Hoffnung auf das ewige Leben bzw. zum „Paradies“ (vgl. Lk 23,43 ) neu erschlossen. Der Gekreuzigte ist daher „der Weg und die Wahrheit und das Leben“ (Joh 14,6 ), der in seiner Hingabe am Kreuz den Teufel und seine Dämonen besiegt (Mk 1,12–13 , 1,23–27 , 1,32–33 , 1,39  u. a.; vgl. 1 Joh 3,8 ; Hebr 2,14–15 ) und den Zugang zum Baum des Lebens und seiner Frucht in Gestalt der Eucharistie  wieder eröffnet: „Wer siegt, dem werde ich zu essen geben vom Baum des Lebens, der im Paradies Gottes steht“ (Offb 2,7 ).
Das letzte Buch des Neuen Testaments bezieht so das Motiv des Lebensbaums in der Mitte des verlorenen Paradieses, wo auch die vier Paradiesströme (Gen 2,10 ) entspringen, als eucharistisches Symbol auf Christus und verbindet es mit der Vision des endzeitlichen Paradieses: „Das Wasser des Lebens“ (Offb 22,1 ) mit der Quelle am Thron Gottes und des Lammes (Christus) und „Bäume des Lebens“ (22,2 ) in der Mitte des neuen Jerusalems werden zu Sinnbildern der Lebensfülle in einer durch Gott vollendeten Welt.
Wie in dieser Perspektive die Eucharistie das Essen vom Erkenntnisbaum umkehrt und so die Rückkehr ins Paradies am Ende der Apokalypse, des Neuen Jerusalems (der Hoffnung) ermöglicht, so bedeutet auch die Taufe als Mitsterben und Mitauferstehen mit Christus die Wiedergewinnung des Paradieses (vgl. Lk 23,43 ): Im Anziehen Jesu Christi, des „neuen Menschen, der nach dem Bild Gottes geschaffen ist in wahrer Gerechtigkeit und Heiligkeit“ (Eph 4,24 ), wird das „Kleid der Unsterblichkeit“ (2 Kor 5,2–9 ; vgl. 1 Kor 15,53–54 ) wieder angezogen und damit das animalische „Tierfell“ überkleidet (Gen 3,21 ), das der Mensch nach dem Sündenfall anstelle des „Lichtkleides“ im Paradies erhalten hat.

## Im Christentum

### Ikonographie

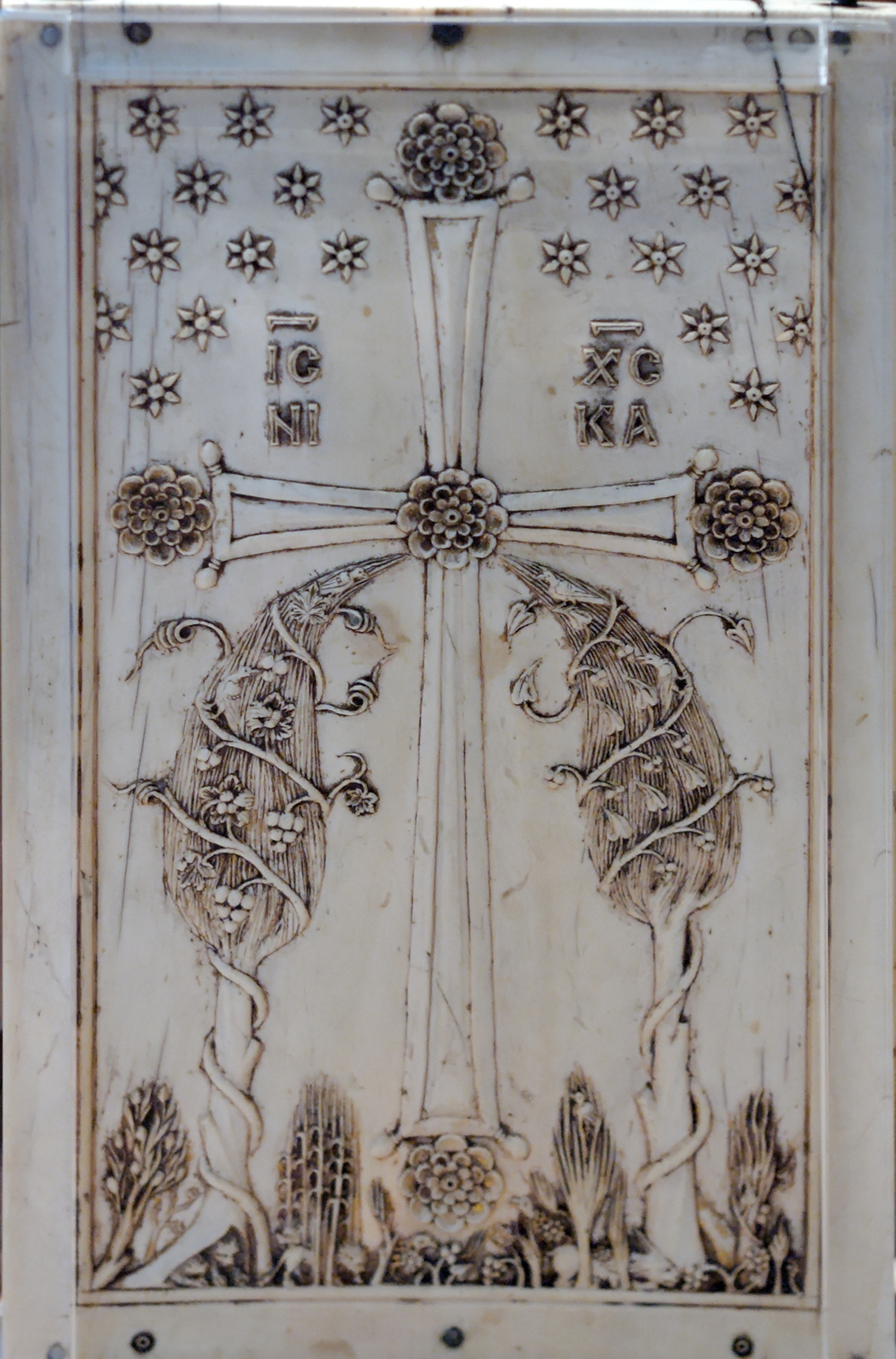
„Lebensbaum und Kreuz“ mit der Inschrift: Iesous Christos nika (Jesus siegt), Harbaville-Triptychon, byzantin. 10. Jh., Louvre

Seit dem 5. Jahrhundert und das ganze Mittelalter hindurch ist die Deutung des Kreuzes Jesu (lateinisch lignum crucis, „Holz des Kreuzes“) als Lebensbaum (lateinisch lignum vitae, „Holz des Lebens“; genannt auch Kreuzbaum) ikonographisch belegt. Dem todbringenden Baum der Erkenntnis („Baum des Todes“) wird im Sinne der Typologie das Leben spendende Kreuz („Baum des Lebens“) gegenübergestellt, z. B. in Form eines Ast- oder Baumkreuzes, von dem Zweige, Blüten, Blätter, Früchte oder Ranken ausgehen.

### Liturgie
Liturgisch wird in der katholischen Kirche das Motiv des Lebensbaumes zu Beginn der vorösterlichen Fastenzeit und am Fest „Kreuzerhöhung“ (14. September) aufgegriffen. Die Lesungstexte des ersten Fastensonntags setzen die Sündenfallerzählung in Beziehung zur Versuchungsgeschichte Jesu (Mt 4,1–11 ) sowie zu Röm 5,21 , wo Tod und Leben auf den Ungehorsam des „ersten Adam“ und den Gehorsam des „zweiten Adam“ (= Jesus) zurückgeführt werden. Damit steht die ganze vorösterliche Bußzeit im Zeichen des Sündenfalls (Bundesbruchs) Adams, der in Jesu „Gehorsam bis zum Tod am Kreuz“ (Phil 2,8 ) seine Heilung und Erlösung findet.
Diese Erlösung beginnt schon mit der Menschwerdung Gottes, weshalb in der westlichen Kirche an Weihnachten gesungen wird:

„Heut’ schließt er (= Christus) wieder auf die Tür zum schönen Paradeis,/ der Cherub steht nicht mehr dafür (= davor), Gott sei Lob, Ehr und Preis.“

In der Präfation zum Fest Kreuzerhöhung heißt es dann: „Du (Gott) hast das Heil der Welt auf das Holz des Kreuzes gegründet. Vom Baum des Paradieses kam der Tod, vom Baum des Kreuzes erstand das Leben. Der Feind (= Teufel), der am Holz gesiegt hat, wurde auch am Holze besiegt durch unseren Herrn Jesus Christus.“
In der maronitischen Liturgie sagt der Priester dem Täufling bei der mit der Taufe gespendeten Erstkommunion: „Die Frucht, die Adam niemals im Paradies gekostet hat [nämlich die Frucht vom Baum des Lebens], wird heute mit Freuden in deinen Mund gelegt.“ Für Bonaventura ist dann der Lebensbaum „gewissermaßen das ‚Sakrament’ des Paradieses“.

### Mystik
In der christlichen Mystik wird der Baum des Lebens mit dem Kreuz und dem Gekreuzigten identifiziert. Justin der Märtyrer (2. Jh.) sagte im Dialog mit dem Juden Tryphon: „Auf den, welcher gekreuzigt worden war, um, wie die Schrift zeigt, in Herrlichkeit wiederzukommen, verwies geheimnisvoll das Holz des Lebens, das, wie berichtet ist, im Paradies gepflanzt wurde, und die Geschichte aller Gerechten.“ Diese Gerechtigkeit folgt nicht aus der Erfüllung des Buchstabens des Gesetzes, sondern aus der Glaubenshoffnung seines Lichtes und Geistes, die über diese endliche Welt hinaus auf die Liebeseinheit mit und in Gott zielt.

## Judentum
In den Sprüchen (Salomos) wird der Baum des Lebens metaphorisch mit Weisheit und der Tora gleichgesetzt: „Ein Baum des Lebens ist sie denen, die sie ergreifen“ Spr 3,18 . Diese Interpretation wurde im rabbinischen Judentum weiterentwickelt, wo die Tora selbst als Quelle des Lebens und der spirituellen Nahrung gilt. Zahlreiche jüdische Einrichtungen tragen deshalb den Namen Ez Chajim (siehe etwa Tree-of-Life-Synagoge, die Etz Chaim Yeshiva (Manhattan) oder die Jeschiwa von Waloschyn).

### Mystik
Der „Baum des Lebens“ spielt als Begriff eine Schlüsselrolle in der jüdischen Mystik, wo die zehn göttlichen Emanationen als Sefiroth (hebräisch singular סְפִירָה səfīrā ‚Sefira‘, plural סְפִירוֹת səfīrōt) den kabbalistischen Lebensbaum konstituieren. Das Sefer Ez Chajim (hebräisch סֵפֶר עץ חיים ‚Buch vom Baum des Lebens‘) gilt als einer der wesentlichsten Primärtexte der lurianischen Kabbala. Es wurde etwa zwischen 1570 und 1590 von Isaak Lurias Schüler Chajim ben Joseph Vital kompiliert.

## Islam
Im Koran lässt lässt Gott Adam und seine Frau den Garten bewohnen, erlaubt ihnen, von allen Früchten des Gartens zu essen, mit Ausnahme eines bestimmten Baumes, der ihnen verboten ist (Sure 2,35). Satan verführt die beiden, das Gebot zu übertreten, woraufhin sie von Gott vertrieben und auf der Erde ausgesetzt werden (20:36). In Sure 20 (120) wird der Baum als „Baum der Unsterblichkeit“ bezeichnet.